# 纳西尔·姜格·密尔·艾哈迈德
納西爾·姜格·密爾·艾哈邁德（1712年2月26日—1750年12月16日），海德拉巴土邦第二任君主（1748年－1750年在位），海德拉巴土邦開國君主阿薩夫·賈赫一世的次子。

## 生平
1737年至1741年其父阿薩夫·賈赫一世離開德里時，曾指派納西爾·姜格代行他的職權。納西爾·姜格其後試圖謀權篡位，但於1741年6月23日在奥郎加巴德被父親阿薩夫·賈赫一世擊敗。1748年6月2日，當阿薩夫·賈赫一世於與阿富汗的戰爭中逝世後，納西爾·姜格在布爾漢普爾繼承了王位，但是遭受侄兒穆扎法爾·姜格反對，穆扎法爾·姜格出兵與他爭奪王位。

## 死亡
1750年12月16日，納西爾·姜格在第二次卡那提克戰爭中被丘德達帕邦主希馬特·汗殺死